# Peritrichia hirtipes
Peritrichia hirtipes är en skalbaggsart som beskrevs av Louis Albert Péringuey 1885. Peritrichia hirtipes ingår i släktet Peritrichia och familjen Melolonthidae. Inga underarter finns listade i Catalogue of Life.